# L’Orée-d’Écouves
L’Orée-d’Écouves – gmina we Francji, w regionie Normandia, w departamencie Orne. W 2016 roku liczba ludności wynosiła 839 mieszkańców. 
Gmina została utworzona 1 stycznia 2019 roku z połączenia czterech ówczesnych gmin: Fontenai-les-Louvets, Livaie, Longuenoë oraz Saint-Didier-sous-Écouves. Siedzibą gminy została miejscowość Livaie. 